# الهيئة المستقلة لتأثير المساعدات
الهيئة المستقلة لتأثير المساعدات (ICAI) هي هيئة عامة مستقلة غير تابعة لإدارة ومكلفة بمراقبة المساعدة الإنمائية الرسمية البريطانية.
تم إطلاق الهيئة في مايو 2011 من قبل وزير الدولة للتنمية الدولية آنذاك أندرو ميتشل، وهي الهيئة التي تدقق وتقدم تقارير حول فعالية المساعدة الإنمائية الرسمية البريطانية، مع التركيز على عمل وزارة التنمية الدولية والإدارات الحكومية الأخرى التي توزع المساعدة الإنمائية الرسمية. ومع ذلك، فهي لا تغطي المساعدة الإنمائية الرسمية التي تقدمها الحكومات المفوضة، أي الحكومتين الاسكتلندية والويلزية. االرئيس الحالي للهيئة هو الدكتورة تامسين بارتون 
يتم مراقبة عمل الهيئة من قبل اللجنة الفرعية المعنية بعمل اللجنة المستقلة لتأثير المساعدات في لجنة التنمية الدولية. تستأجر الهيئة مزود خدمة، أغولهاس المعرفة التطبيقية، لتنفيذ أعمالها نيابة عنها، كما عملت مع كيه بي إم جي وكونشيرتو بارتنرز ال ال بي والمعهد السويدي للإدارة العامة.
تم الإعلان عن أن الهيئة ستظل وكالة مراقبة حيث اندمجت وزارة الخارجية والكومنولث مع وزارة التنمية الدولية لتشكيل وزارة الخارجية وشؤون الكومنولث.
إن حكومة المملكة المتحدة بصدد مراجعة صلاحيات الهيئة كما فعلت في مراجعة مصممة خصيصًا لعام 2017. وبالمثل، تحقق لجنة التنمية الدولية في أداء الهيئة بين عامي 2019 و2020 ومستقبلها.

## روابط خارجية
- الموقع الإلكتروني